# Sophie Turner (actriță)
Sophie Turner (n. 21 februarie 1996) este actriță engleză, cunoscută mai ales pentru rolul lui Sansa Stark în serialul de pe HBO, Game of Thrones, care i-a adus o nominalizare Young Artist Award. A mai jucat în filme de televiuziune ca The Thirteenth Tale (2013), thrillerul Another Me (2013) și Barely Lethal (2015).

## Filmografie

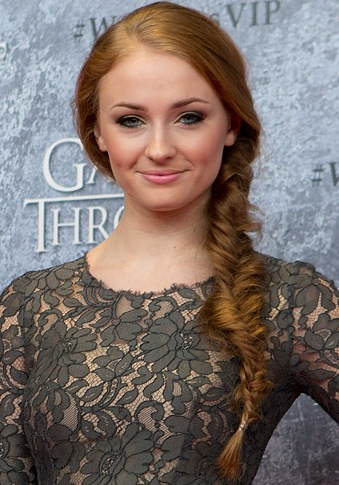
Sophie Turner la premiera sezonului 3 al Game of Thrones, în martie 2013

### Televiziune
| An   | Titlu               | Rol                      | Note                 |  |
| ---- | ------------------- | ------------------------ | -------------------- |  |
| 2013 | Another Me          | Fay                      |                      |  |
| 2013 | The Thirteenth Tale | Young Adeline March      | Filme de televiziune |  |
| 2015 | Barely Lethal       | Heather                  |                      |  |
| 2015 | Alone               | Penelope                 |                      |  |
| 2016 | X-Men: Apocalypse   | Jean Greay/ Dark Phoenix |                      |  |
| 2018 | Josie               | Josie                    | Direct-to-VOD        |  |
| 2019 | X-Men: Dark Phoenix | Jean Grey/ Dark Phoenix  | Post-producție       |  |

| An        | Titlu           | Rol         | Note        |
| --------- | --------------- | ----------- | ----------- |
| 2011–2019 | Game of Thrones | Sansa Stark | 31 episoade |

## Premii și nominalizări
| An   | Premiu                                                                                 | Lucrare         | Note         |
| ---- | -------------------------------------------------------------------------------------- | --------------- | ------------ |
| 2011 | Screen Actors Guild Award for Outstanding Performance by an Ensemble in a Drama Series | Game of Thrones | Nominalizare |
| 2011 | Scream Award for Best Ensemble                                                         | Game of Thrones | Nominalizare |
| 2012 | Young Artist Award for Best Performance in a TV Series – Supporting Young Actress      | Game of Thrones | Nominalizare |
| 2013 | Screen Actors Guild Award for Outstanding Performance by an Ensemble in a Drama Series | Game of Thrones | Nominalizare |
| 2014 | Screen Actors Guild Award for Outstanding Performance by an Ensemble in a Drama Series | Game of Thrones | Nominalizare |